# Santiago Marí Torres
Santiago Marí Torres (Eivissa, 17 de novembre de 1977) és un polític eivissenc senador al Senat d'Espanya en la XI Legislatura.
És llicenciat en història de l'art i té un màster en museologia i museografia didàctica. Ha treballat com a professor d'ensenyament secundari. Militant del Partido Popular, el 2012 en fou secretari a la secció local de Sant Joan de Labritja.
A les eleccions municipals espanyoles de 2011 i 2015 fou escollit tinent d'alcalde de l'ajuntament de Sant Joan de Labritja i regidor d'educació, cultura, patrimoni i esports. De 2011 a 2015 fou president del Consell Escolar Insular d'Eivissa. A les eleccions generals espanyoles de 2015 i 2016 fou escollit senador per Eivissa.